# إسحاق أرياس
إسحاق أرياس (بالإسبانية: Isaac Enrique Arias)‏ (8 أكتوبر 1990 في كولومبيا - ) هو لاعب كرة قدم كولومبي في مركز الهجوم. لعب مع ديبورتيس توليما وValledupar F.C. ‏.

## وصلات خارجية
- إسحاق أرياس على موقع قاعدة بيانات كرة القدم.إي يو (الإنجليزية)
- إسحاق أرياس على موقع Soccerway.com (الإنجليزية)
- إسحاق أرياس على موقع AS.com (الإسبانية)